# Золотолобый меланерпес
Золотолобый меланерпес (англ. Melanerpes aurifrons) — вид птиц из семейства дятловых. Выделяют 12 подвидов.

## Описание
Золотолобый меланерпес достигает длины 22—26 см и массы от 65 до 102 г. Длина крыльев у самки составляет до 12,7 см, у самцов — до 13,3 см. Длина клюва у самцов составляет 32,2 мм, у самок — до 28,3 мм. У птицы жёлтый лоб поверх клюва. Окраска головы  серого цвета, затылок оранжево-красноватый. У самца на макушке имеется красное пятно. Спина и верхние кроющие перья крыла испещрены горизонтальными чёрными и белыми полосами примерно одинаковой ширины. 

## Распространение
Золотолобый меланерпес распространён в центральноамериканских государствах Белиз, Сальвадор, Гватемала, Гондурас, Никарагуа, а также в восточной Мексике и в американских штатах Техас и Оклахома. Он обитает в лесах, а также в парках и садах.

## Питание
Птица ищет корм преимущественно в верхней кроне деревьев. Его питание состоит преимущественно из насекомых, включая жуков и муравьёв, а также из семян, желудей, диких фруктов и ягод.

## Размножение
Гнездится в дуплах деревьев. 